# Mitologia gallese
La mitologia gallese, che contiene ciò che resta della mitologia britannica pre-cristiana (cioè quella celtica), è giunta fino ai nostri giorni in forme alterate attraverso manoscritti medievali gallesi come il Libro rosso di Hergest, il
Libro bianco di Rhydderch, il Libro di Aneirin e il Libro di Taliesin.
Le storie narrate in prosa nel Libro rosso di Hergest e nel Libro bianco di Rhydderch sono conosciuti come Mabinogion, un titolo dato loro da Lady Charlotte Guest, la prima a tradurli, e poi usato anche dai traduttori successivi. Anche poemi come il Cad Goddeu (La battaglia degli alberi) e liste di memorie come le Triadi gallesi e i Tredici tesori della Britannia contengono materiale mitologico. Questi testi contengono anche le prime forme abbozzate delle successive leggende arturiane e la tradizionale storia della Britannia post-romana.
Altre fonti includono la compilazione storica latina del IX secolo conosciuta come Historia Brittonum, la Historia Regum Britanniae, opera in latino in forma di cronaca, scritta da Goffredo di Monmouth (XII secolo) e anche folklore successivo come The Welsh Fairy Book di W. Jenkyn Thomas (1908).

## Personaggi
I gallesi erano divenuti cristiani da molti secoli prima che la loro antica mitologia fosse messa per iscritto e che le loro divinità fossero trasformate in re ed eroi del passato. Molte delle figure che presentano caratteristiche divine appartengono a due diverse famiglie rivali: i Plant Dôn (figli di Dôn) e i Plant Llyr (figli di Llyr).

### I figli di Dôn
Dôn, figlia di Mathonwy, era la matriarca di una famiglia. Di solito suo marito viene indicato in Beli. Tra i suoi figli sono:
- Arianrhod;
- Gwydion;
- Gilfaethwy;
- Gofannon;
- Amaethon.

La famiglia include anche i figli di Arianrhod: Dylan Ail Don e Llew Llaw Gyffes. Caswallawn (dietro a cui si cela la figura storica di Cassivellauno), viene spesso definito figlio di Beli.

### I figli di Llŷr
Llŷr, il patriarca dell'altra famiglia, viene forse dal dio del mare irlandese Lír. Un'origine straniera è suggerita anche dal suo epiteto, Llediaith ("Discorso a metà"). Sua moglie viene solitamente indicata in Penarddun e tra i loro figli ci sono:
- Manawydan;
- Bendigeidfran;
- Branwen.

Penarddun ebbe anche due figli, Nisien e Efnisien, da Eurosswydd. Caradawg (dietro a cui si cela la figura storica di Carataco) viene definito figlio di Bendigeidfran.

### Altre probabili divinità
- Arawn
- Avalloc
- Blodeuwedd
- Ceridwen
- Creiddylad
- Cyhyraeth
- Gwenn Teir Bronn
- Gwyn ap Nudd
- Llefelys
- Lludd Llaw Eraint
- Mabon ap Modron
- Modron
- Rhiannon

### Altri personaggi
- Cigfa
- Gwern
- Math ap Mathonwy
- Matholwch
- Pryderi
- Pwyll
- Taliesin
- Teirnon

### Personaggi arturiani
- Aurelio Ambrosio (Ambrosio Aureliano)
- Artù (Re Artù)
- Bedwyr (Bedivere)
- Cai (Kay)
- Cadwr (Cador)
- Caradog Freichfras (Caradoc)
- Culhwch
- Drustan (Tristano)
- Essylt (Isotta)
- Geraint
- Gwalchmei (Gawain)
- Gwenhwyfach
- Gwenhwyfar (Ginevra)
- Mabon e Modron
- Macsen Wledig (Magno Massimo)
- Medrawd
- Myrddin Emrys e Myrddin Wyllt (Merlino)
- Olwen
- Owain (Ywain)
- Peredur (Perceval)
- Urien
- Uther Pendragon
- Vortigern